# Ульцинь
Ульцинь (чорн. Улцињ/Ulcinj, алб. Ulqin, тур. Ülgün; італ. Dulcigno) — місто в Чорногорії на узбережжі Адріатичного моря, адміністративний центр муніципалітету Ульцинь. Населення — 10828 (2003).
Зараз є другим курортом за відвідуваністю туристів. Переважна більшість населення міста албанці 61,5%

## Географія
Ульцинь знаходиться в найпівденнішій частині Чорногорії та омивається Адріатичним морем на заході, здіймаючись на 8 метрів над загальноприйнятим рівнем моря.  З півночі на схід місто оточено масивними горами Можура (Možura) з родючими полями на сході. Ульцинь знаходиться недалеко від Шаського озера, який орнітологи ще прозивають "малим Скадарським озером", багатий рибою і водоплавними птахами, а також неподалік розташовані поля Штой (Štoj), які особливо привабливі для мисливців. За східню межею міста протікають декілька малих річок, які трохи південніше впадають в Ульцинський солончак.
Легенда свідчить, що у Середньовіччі молодий не міг одружитися, якщо не посадив би принаймні десять оливкових дерев. Тому не буде дивним, що Ульцинь славиться своїми оливками і експертами з них, а також іншими екзотичними рослинами Південної Адріатики. Місто розташоване на периферії найбільшого оливкового гаю в країні, де є старі дерева з сотнями роками. Все, що ми вже згадували лише бліде відображення багатих природних багатств цієї країни, чиє повітря наповнене запахом м'яти і лаванди диких квітів. Чудова незаймана природа та чисте, прозоре Адріатичне море залишило глибокий слід в серцях багатьох поетів і мислителів, таких як Лорда Байрон, Джорджа Бернарда Шоу чи лауреата Нобелівської премії з літератури Іво Андрича, яких все це надихнуло написати вірші про красу цього регіону.

### Клімат
Для Ульциня характерний клімат адріатичного середземноморського типу і субтропічна рослинність, що позитивно сприяє на туризм, роблячи місто одним з найуспішніших в цій сфері у Середземномор'ї. Середня температура протягом року становить 16 °С. Найхолоднішим місяцем є січень з середньою температурою у 8,6 °С, в той час як найспекотнішим липень в середньому з 26 °С. Середня температура повітря в залежності від сезону становить: 9,6 °C взимку, 14,5 °C навесні, 24,4 °C влітку і 17,5 °С восени.
Температура повітря добре підходить для засмаги і купання у воді, яка відповідає температурі повітря, а триває цей сезон з травня по жовтень, тобто пів року. Також Ульцинь вважається одним з найсонячних місць Адріатичного узбережжя. Середня річна кількість сонячного світла на місто становить близько 218 днів або 2708 годин, тобто 7,4 годин в день. Влітку цей показник може дорівнювати 11,5 годин в день.
| Клімат Ульциня                                            | Клімат Ульциня | Клімат Ульциня | Клімат Ульциня | Клімат Ульциня | Клімат Ульциня | Клімат Ульциня | Клімат Ульциня | Клімат Ульциня | Клімат Ульциня | Клімат Ульциня | Клімат Ульциня | Клімат Ульциня | Клімат Ульциня |
| Показник                                                  | Січ.           | Лют.           | Бер.           | Квіт.          | Трав.          | Черв.          | Лип.           | Серп.          | Вер.           | Жовт.          | Лист.          | Груд.          | Рік            |
| Абсолютний максимум, °C                                   | 17             | 20             | 22             | 25             | 30             | 33             | 41,1           | 40             | 32             | 28             | 23             | 18             | 41,1           |
| Середній максимум, °C                                     | 10,7           | 11,6           | 14,7           | 17,9           | 22,1           | 26,2           | 29,2           | 29,2           | 26,1           | 21,3           | 16,1           | 12,1           | 19,7           |
| Середня температура, °C                                   | 7,1            | 8,9            | 10,6           | 13,6           | 17,9           | 21,7           | 24,4           | 24,2           | 21,2           | 16,8           | 12,2           | 8,6            | 16             |
| Середній мінімум, °C                                      | 4,1            | 4,7            | 7,2            | 10,1           | 14,1           | 17,8           | 20,2           | 20,1           | 14,3           | 13,1           | 9              | 5,6            | 11,6           |
| Абсолютний мінімум, °C                                    | −8,4           | −6             | −5             | 3              | 6              | 10             | 11             | 13             | 7              | 6              | −1             | −3             | −8,4           |
| Середня кількість сонячних годин на місяць                | 121,3          | 126,8          | 170,5          | 202,3          | 263,7          | 299,2          | 349,9          | 319,6          | 255,8          | 195,7          | 134,6          | 118,2          | 2706           |
| Норма опадів, мм                                          | 149.3          | 137.9          | 115.7          | 115.2          | 66.9           | 46.5           | 25.2           | 48.6           | 84.6           | 148.2          | 173.7          | 146.1          | 1344           |
| Днів з опадами                                            | 12             | 12             | 12             | 12             | 9              | 7              | 4              | 4              | 7              | 10             | 13             | 12             | 114            |
| Днів з дощем                                              | 12             | 12             | 12             | 12             | 9              | 7              | 4              | 4              | 7              | 10             | 13             | 12             | 114            |
| Вологість повітря, %                                      | 66             | 64             | 66             | 70             | 71             | 69             | 62             | 63             | 66             | 67             | 69             | 67             | 66.6           |
| --------------------------------------------------------- | -------------- | -------------- | -------------- | -------------- | -------------- | -------------- | -------------- | -------------- | -------------- | -------------- | -------------- | -------------- | -------------- |
| Джерело: Zavod za hidrometeorolgiju i seizmologiju(серб.) |                |                |                |                |                |                |                |                |                |                |                |                |                |

## Населення
Динаміка чисельності населення (станом на 2011 рік):
| Чорногорія | Це незавершена стаття з географії Чорногорії. Ви можете допомогти проєкту, виправивши або дописавши її. |